# Tor (isbrytare)
Tor var en isbrytare bemannad av svenska flottan, tillverkad i Helsingfors av finska Oy Wärtsilä Ab.

## Bakgrund
Då handelssjöfarten förutsågs öka starkt under första hälften av 1960-talet och den gamla isbrytaren Atle, som vid Tors leverans hade uppnått en ålder av 38 år, snart måste utrangeras, beslutade den svenska riksdagen 1962 att anskaffa en ny isbrytare. Då man var nöjda med Oden, som levererats 1957 av Wärtsilä-varvet i Helsingfors, beställde man den nya isbrytaren därifrån. Denna sjösattes 1963 och levererades till svenska flottan. Fartyget är uppkallat efter guden Tor ur den nordiska mytologin. Tor hade ett svenskt systerfartyg, Njord, och tre finska, Tarmo, Varma och Apu. 

## Utformning

### Övergripande
Styrhytten var av en ny modell, placerad högt upp, och med runtomsikt. Någon aktre manöverbrygga blev därigenom onödig (dock fanns en akter-/vinschbrygga. Ursprungligen utrustades Tor, precis som hennes systerfartyg Njord, med fyra kanonplattformar, två på sidorna, en på överbyggnaden, strax under styrhytten, och en i fören, framför ankarspelet. Den sistnämnda togs emellertid bort, eftersom den skymde sikten.

### Inredning
Fartygschefens förläggning och den så kallade redarhytten bestod av daghytt, sovhytt och badrum med badkar; överstyrmannen (sekonden) hade en liknande hytt, dock bara med privat toalett; övriga officerare var förlagda i enpersonshytter, övriga kategorier i tvåpersonshytter, båda utan privata faciliteter. Det fanns dessutom motionsrum i fören under däck. Bastu fanns endast 1 gemensam för samtliga ombord på däck två (styrbord-aktersida).

## Verksamhet

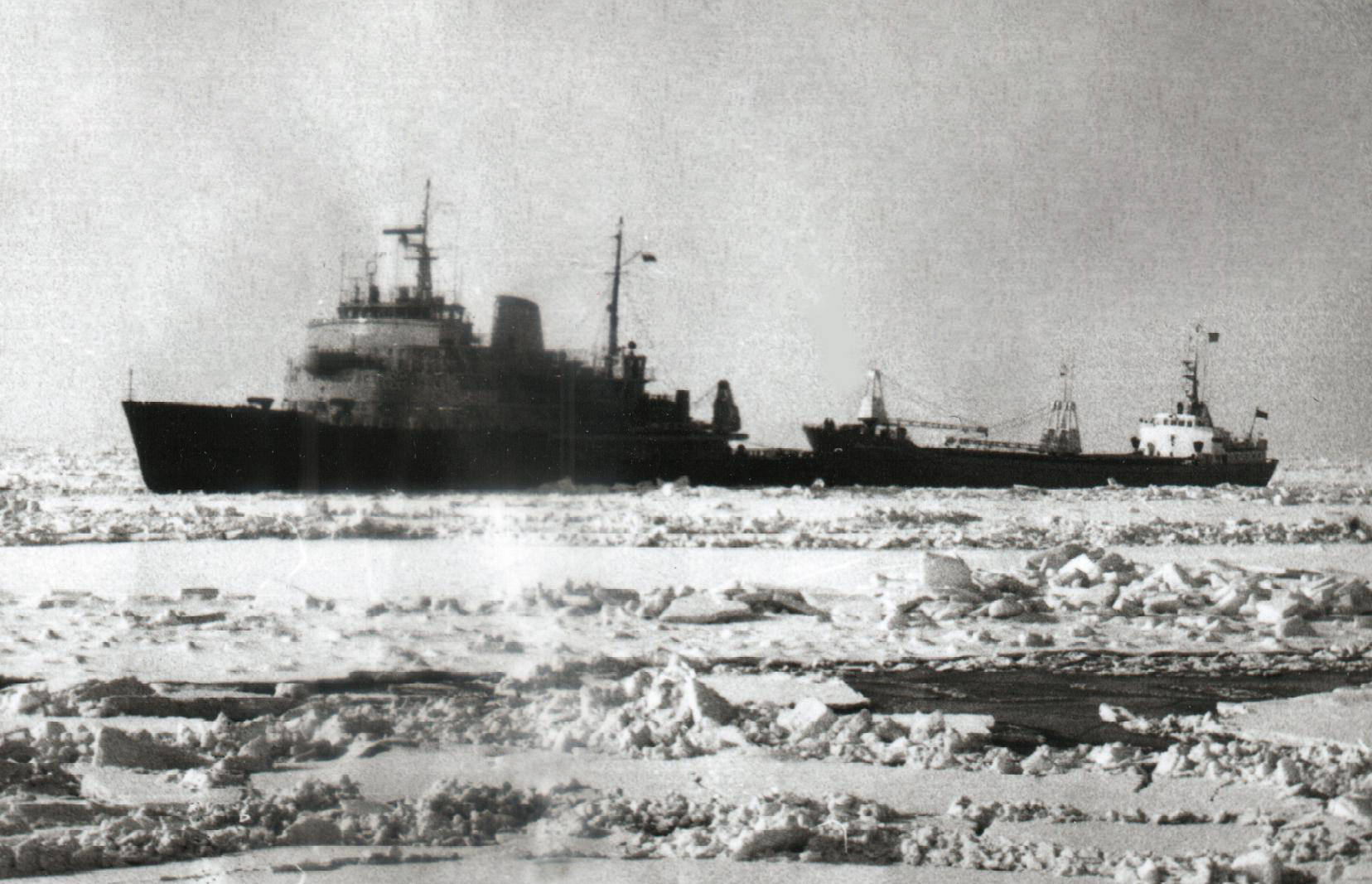
Tor bogserar ett handelsfartyg i Kvarken, april 1970.

Den 16 mars 1980 kolliderade Tor i tät dimma med den finska isbrytaren Sisu. Tor skadades svårt i fören, men kunde ta sig in till Stockholm där hon reparerades. Inga personer skadades dock
Tor utnyttjades hårt under åren. På grund av omfattande maskinskador under vintern 1985-1986 blev huvudmotorerna helrenoverade 1986. Hon förbjöds då att utnyttja motorerna fullt ut, vilket i praktiken innebar att motorstyrkan reducerades till 7,77 MW.
År 1995 lades Tor tillsammans med Njord i reserv ÿi Karlskrona och efter tillkommandet av Viking-klass utrangerades fartyget och såldes till Ryssland där hon idag (2016) tjänstgör som isbrytare.

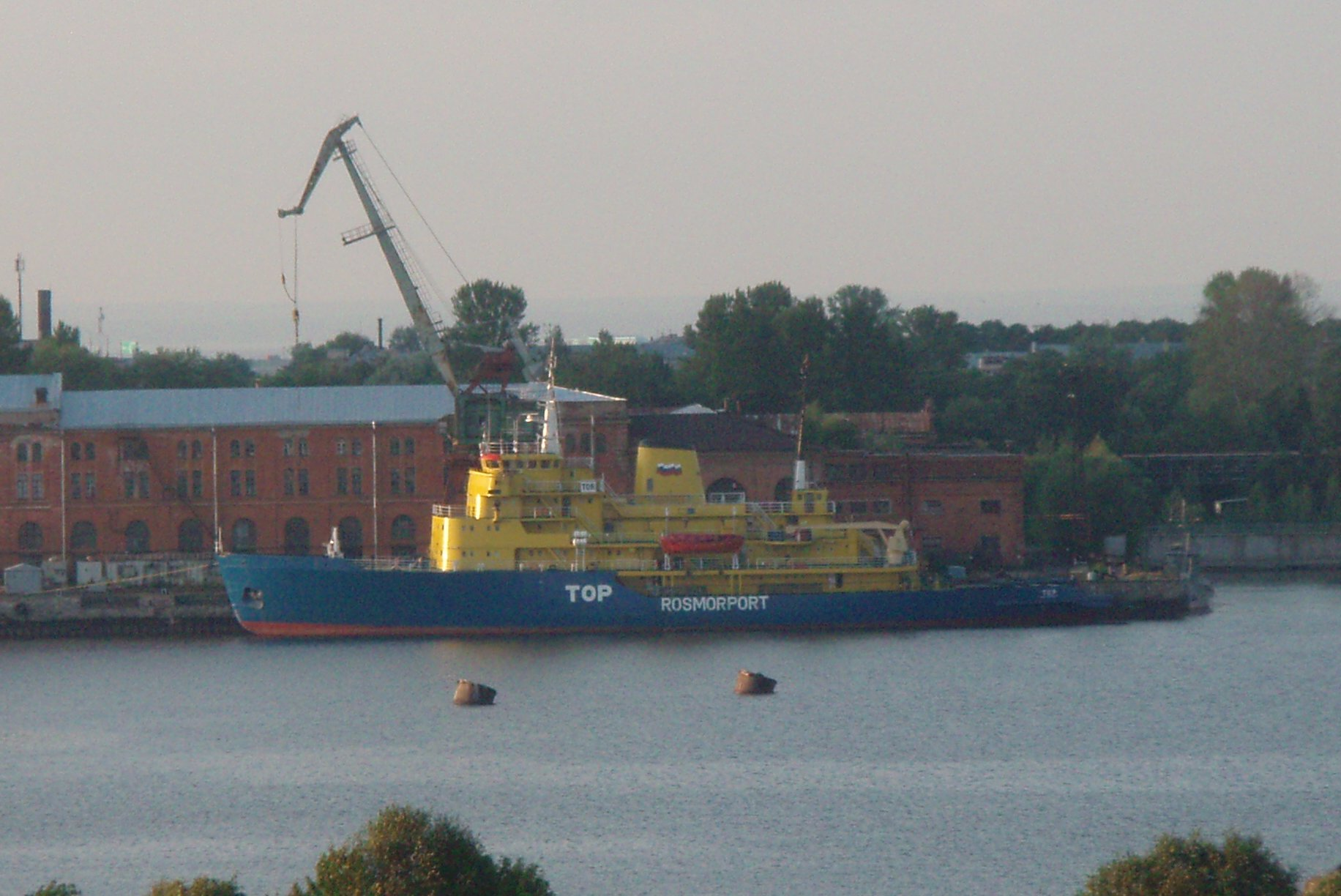
Tor under rysk redare, vid dockan i Kronstadt juli 2014

Tors vapen.